# Alpine A524
Chronologie des modèles (2024)
Alpine A523 Alpine A525
L'Alpine A524 est la monoplace de Formule 1 engagée par l'écurie française Alpine F1 Team dans le cadre de la saison 2024 du championnat du monde de Formule 1. Elle est pilotée par le duo français constitué de Pierre Gasly et d'Esteban Ocon, ce dernier étant remplacé par Jack Doohan lors de la dernière épreuve.

## Historique
En début de saison, des changements sont opérés dans l'organisation interne : Bob Bell, Matthew Harman et Dirk de Beer quittent l'écurie. Joe Burnell est recruté comme directeur technique spécialisé dans l'ingénierie, David Wheater arrive comme directeur spécialisé dans l'aérodynamique et Ciaron Pilbeam est promu directeur de la performance.
Face à l'absence de points marqués après cinq Grand Prix, des rumeurs de vente de l'écurie bruissent dans le paddock. Ces dernières sont démenties par Bruno Famin qui déclare : « On a un vrai projet de marque qui est de développer Alpine à l’international. On a pour ça le soutien du top management du groupe. Le projet Alpine demeure et celui de la F1 également. » de Meo confirme les déclarations de Famin : « Il n’y a aucune chance que nous abandonnions. Ce n’est pas mon style. Nous ne vendrons même pas une partie de l’équipe. Nous n’avons pas besoin d’argent. » et reconnaît avoir « tout simplement foiré la voiture. ».
Le 2 mai 2024, David Sanchez est nommé directeur technique exécutif de l'écurie tricolore et succède à Harman. Le 31 mai 2024, le directeur des opérations et figure emblématique d'Enstone, Rob White, quitte l'écurie française. Le 3 juin 2024, Alpine F1 annonce la non-prolongation du contrat d'Ocon qui expire à la fin de la saison 2024.
Le 21 juin 2024, Alpine F1 Team annonce le retour de Flavio Briatore en tant que conseiller exécutif. Briatore indique vouloir « ramener la culture de la gagne. C’est ça qui m’a permis de gagner avec Renault et Benetton. ». Le 27 juin 2024, l'écurie française dévoile la prolongation pluriannuelle du contrat de Gasly.

## Présentation
L'Alpine A524, présentée le 7 février 2024 à Enstone, est dotée d'un châssis entièrement revu, d'une nouvelle suspension arrière, d'un système de freinage repensé pour améliorer le refroidissement, d'un nouveau museau et d'un nouvel aileron avant.
Matt Harman déclare « L'équipe est quasiment repartie d'une feuille blanche par rapport à 2023 ».

## Résultats en championnat du monde de Formule 1
| Saison | Écurie             | Moteur              | Pneus   | Pilotes      | Courses | Courses | Courses | Courses | Courses | Courses | Courses | Courses | Courses | Courses | Courses | Courses | Courses | Courses | Courses | Courses | Courses | Courses | Courses | Courses | Courses | Courses | Courses | Courses | Points inscrits | Classement |
| Saison | Écurie             | Moteur              | Pneus   | Pilotes      | 1       | 2       | 3       | 4       | 5       | 6       | 7       | 8       | 9       | 10      | 11      | 12      | 13      | 14      | 15      | 16      | 17      | 18      | 19      | 20      | 21      | 22      | 23      | 24      | Points inscrits | Classement |
| ------ | ------------------ | ------------------- | ------- | ------------ | ------- | ------- | ------- | ------- | ------- | ------- | ------- | ------- | ------- | ------- | ------- | ------- | ------- | ------- | ------- | ------- | ------- | ------- | ------- | ------- | ------- | ------- | ------- | ------- | --------------- | ---------- |
| 2024   | BWT Alpine F1 Team | Renault E-Tech RE24 | Pirelli |              | BAH     | SAU     | AUS     | JAP     | CHI     | MIA     | EMI     | MON     | CAN     | ESP     | AUT     | GBR     | HON     | BEL     | P-B     | ITA     | AZE     | SIN     | USA     | MEX     | SAO     | LAS     | QAT     | ABU     | 65              | 6e         |
| 2024   | BWT Alpine F1 Team | Renault E-Tech RE24 | Pirelli | Pierre Gasly | 18e     | Abd.    | 13e     | 16e     | 13e     | 12e     | 16e     | 10e     | 9e      | 9e      | 10e     | Np.     | Abd.    | 13e     | 9e      | 15e     | 12e     | 17e     | 12e     | 10e     | 3e      | Abd.    | 5e      | 7e      | 65              | 6e         |
| 2024   | BWT Alpine F1 Team | Renault E-Tech RE24 | Pirelli | Esteban Ocon | 17e     | 13e     | 16e     | 15e     | 11e     | 10e     | 14e     | Abd.    | 10e     | 10e     | 12e     | 16e     | 18e     | 9e      | 15e     | 14e     | 15e     | 13e     | 18e     | 13e     | 2e      | 17e     | Abd.    |         | 65              | 6e         |
| 2024   | BWT Alpine F1 Team | Renault E-Tech RE24 | Pirelli | Jack Doohan  |         |         |         |         |         |         |         |         |         |         |         |         |         |         |         |         |         |         |         |         |         |         |         | 15e     | 65              | 6e         |

Légende : ici 

* Le pilote n'a pas terminé la course mais est classé pour avoir parcouru 90 % de la distance.